# Ankogelgroep
De Ankogelgroep is een berggroep aan de oostkant van de Hohe Tauern, een hoofdgroep van de Centrale Alpen. De groep ligt in de Oostenrijkse deelstaten Salzburg en Karinthië.
De Ankogelgroep vormt samen met de Goldberggroep, de Glocknergroep, de Schobergroep, de Kreuzeckgroep, de Granatspitzgroep, de Venedigergroep, de Villgratengroep en de Rieserfernergroep de hooggebergteregio de Hohe Tauern. De Ankogelgroep is de meest oostelijke van deze groepen, oostelijk ervan beginnen de Niederen Tauern.
Naamgever van de groep is de Ankogel (3252 m), de hoogste top is echter de Hochalmspitze (3360 m).

## Buurgroepen
De Ankogelgroep grenst aan de volgende alpijnse berggroepen:
- Salzburger Schieferalpen (Noorden)
- Radstädter Tauern (Noordoosten)
- Gurktaler Alpen (Zuidoosten)
- Gailtaler Alpen (Zuiden)
- Kreuzeckgroep (Zuidwesten)
- Goldberggroep (Westen)

## Toppen
De drieduizenders in de Ankogelgruppe (naar de kaarten van de BEV):

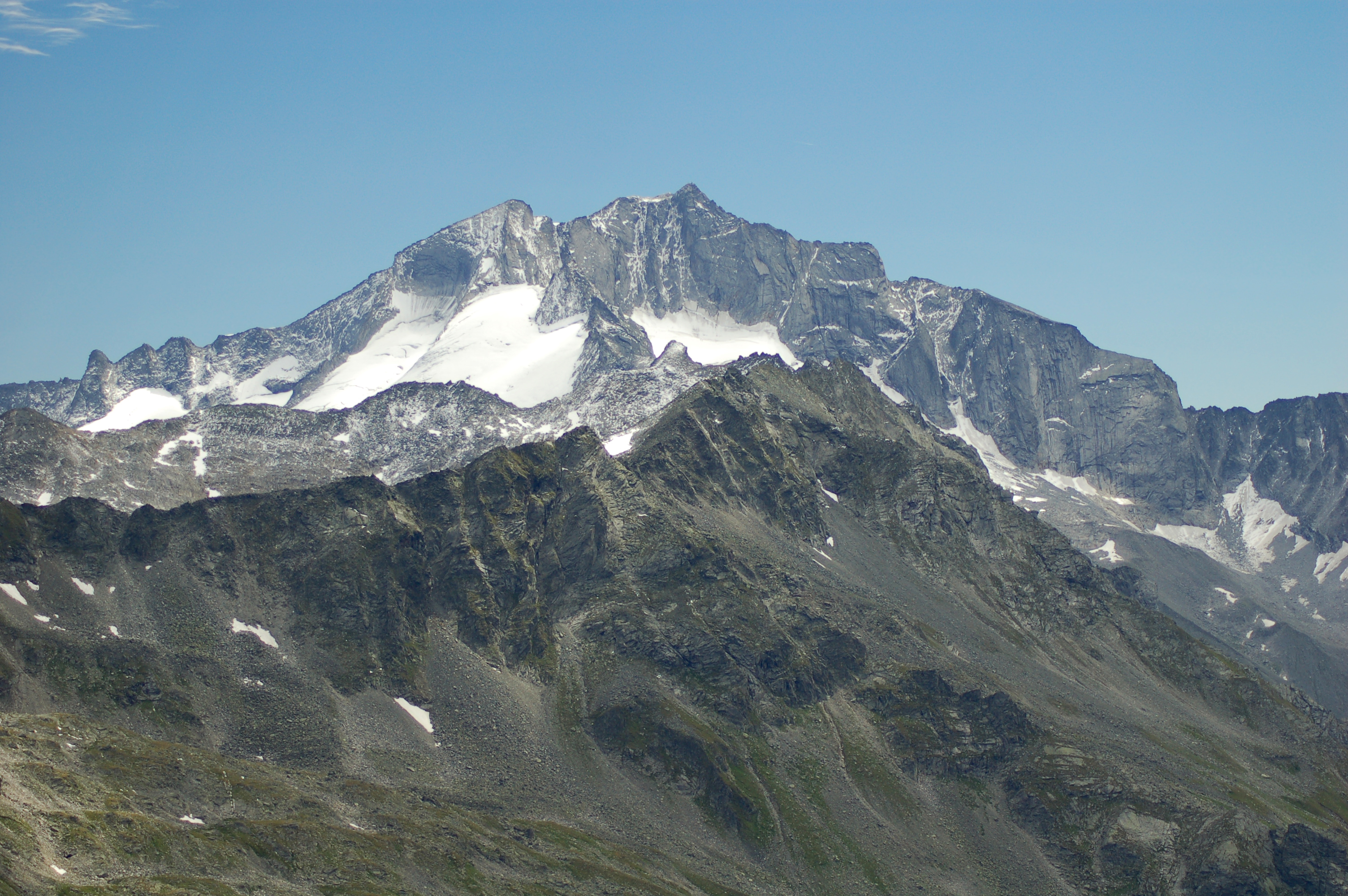
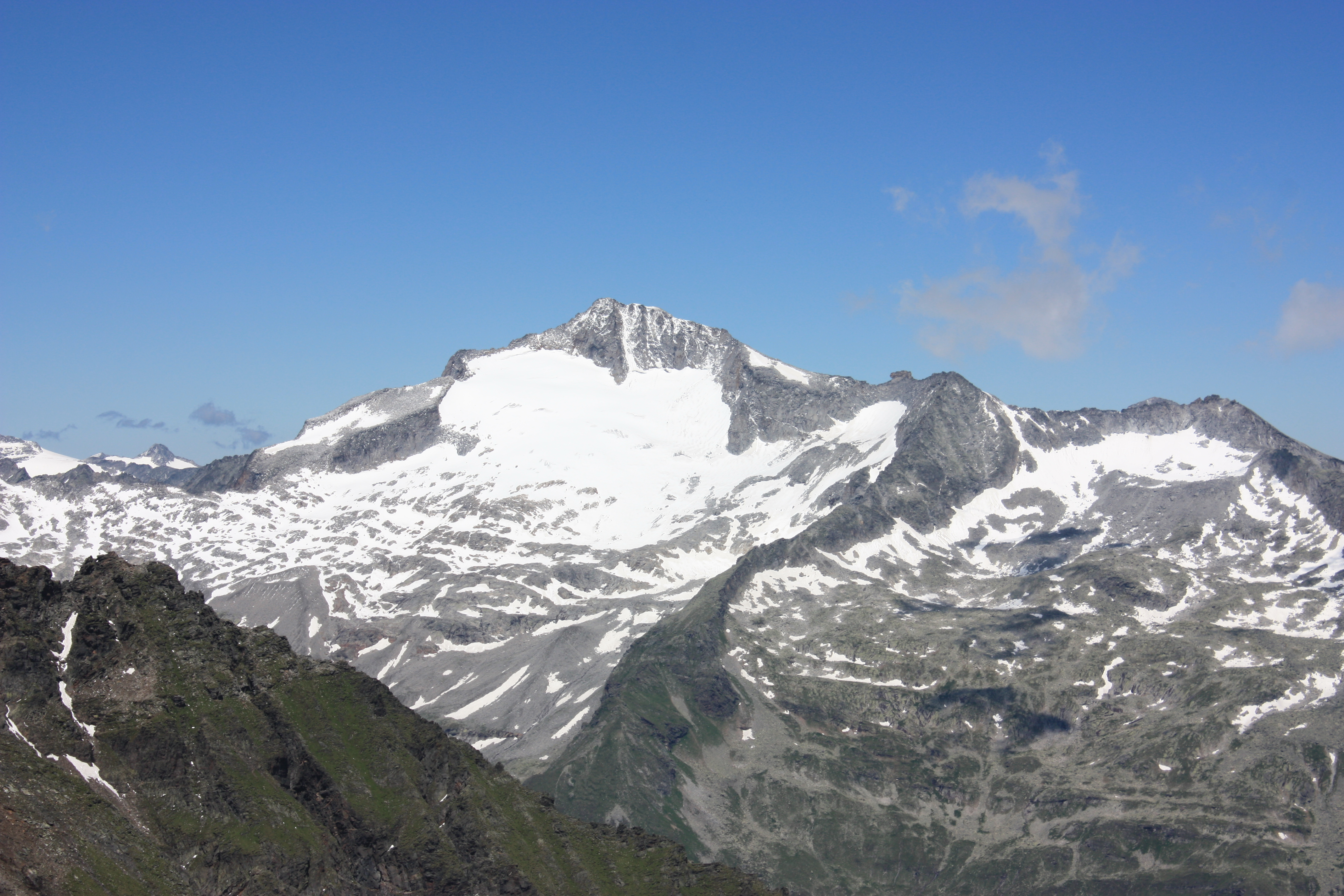
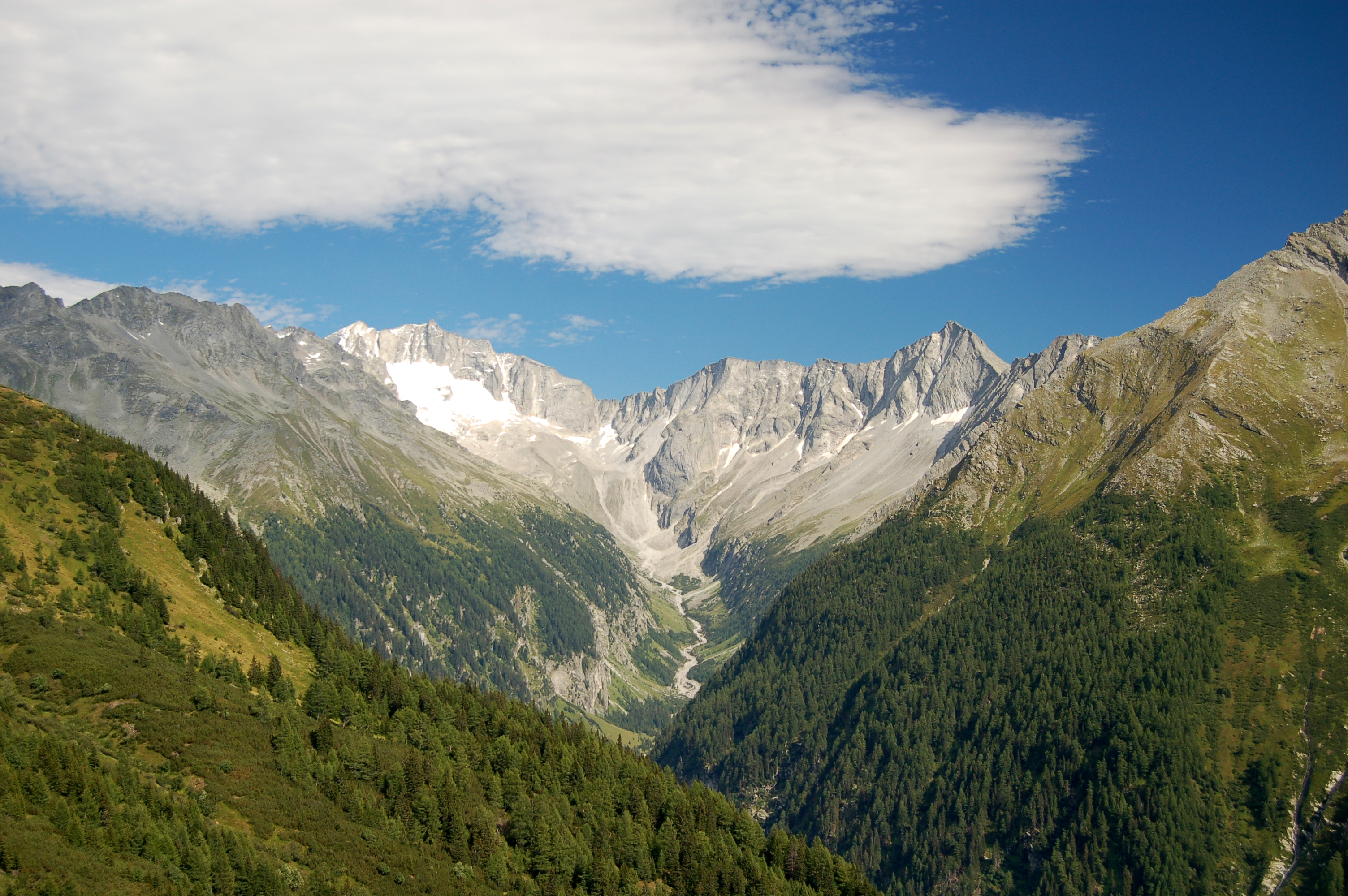
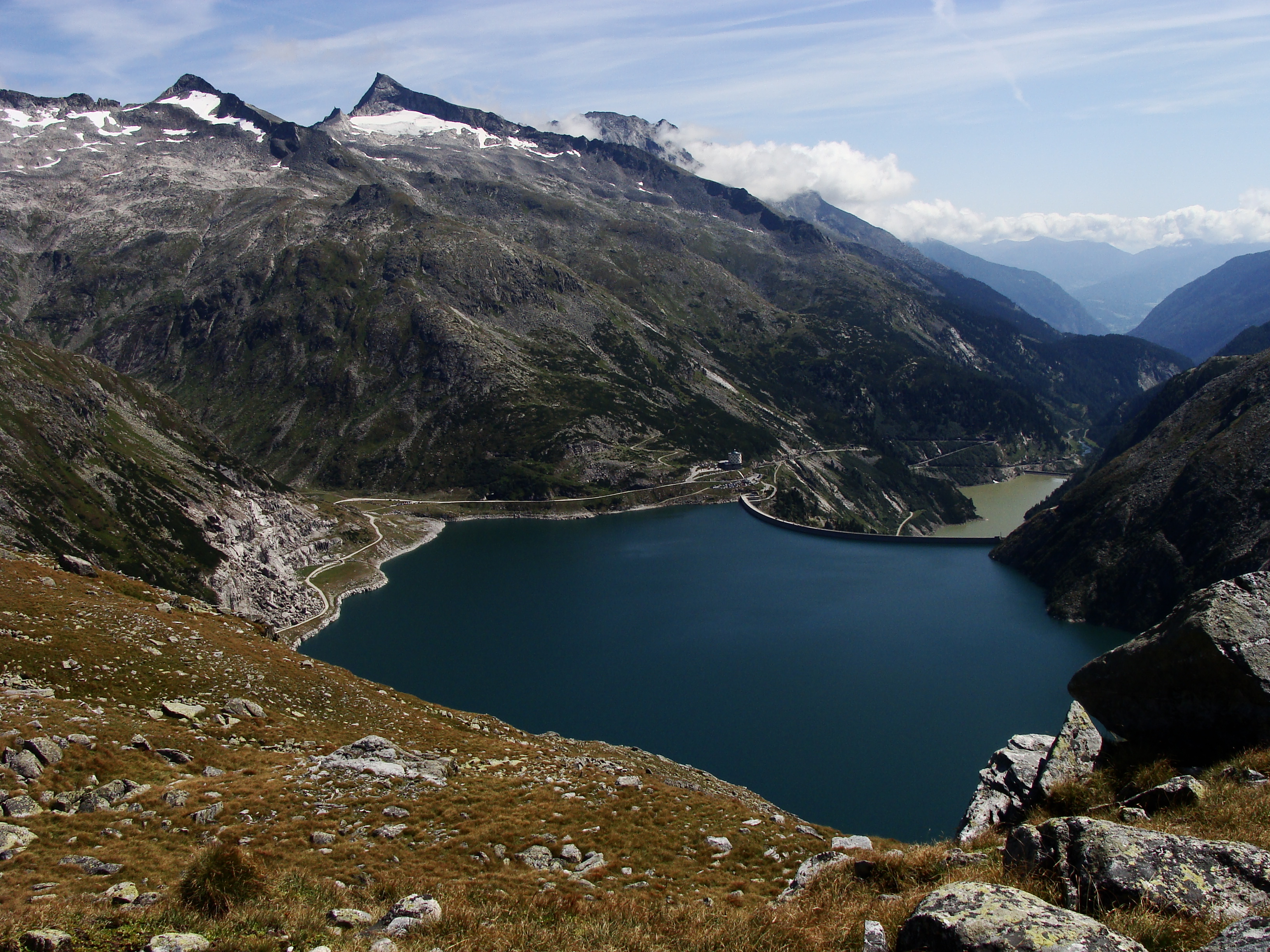

| - Hochalmspitze (3360 m) - Großelendkopf (3317 m) - Grote Ankogel (3252 m) - Jochspitze (3179 m) - Schwarzkopf (3171 m) - Zsigmondyspitze (3152 m) - Preimlspitz (3133 m) - Steinerne Mandln (3125 m) - Winkelspitz (3112 m) - Oberlercherspitze (3107 m) - Kordonspitze (3102 m) - Kleine Ankogel (3096 m) | - Säuleck (3086 m) - Großer Hafner (3076 m) - Elendköpfe (3070 m) - Großer Sonnblick (3030 m) - Lanischeck (3024 m) - Kleiner Hafner (3018 m) - Schneewinkelspitze (3016 m) - Tischlerkarkopf (3004 m) - Tischlerspitze (3002 m) - Grubenkarkopf (3001 m) - Mittlerer Sonnblick (3000 m) |  |